# Zivilprozessordnung
Zivilprozessordnung (ZPO) – niemiecka ustawa z 30 stycznia 1877 regulująca postępowanie sądowe w procesie cywilnym. Akty prawne o tej samej nazwie i zakresie regulacji obowiązują również w Austrii i niektórych kantonach Szwajcarii.
Niemiecka ustawa procesowa weszła w życie 1 października 1879 w ramach pakietu ustaw dotyczących wymiaru sprawiedliwości Rzeszy. Zasadniczo obejmuje wszystkie kwestie procesu cywilnego. Z ważniejszych spraw uregulowanych w innych ustawach wymienić należy określanie zakresu właściwości miejscowej sądów oraz ich wewnętrznej struktury, zawarte w ustawie o ustroju sądów (Gerichtsverfassungsgesetz) oraz zasady wykonywania orzeczeń sądowych zamieszczone w ustawie o licytacji egzekucyjnej (Zwangsversteigerungsgesetz). Przepisy ZPO stosuje się także w postępowaniu niespornym, jeżeli właściwa ustawa (Gesetz über die Angelegenheiten der freiwilligen Gerichtsbarkeit) tak stanowi. ZPO znajduje zastosowanie we wszelkich sprawach o charakterze cywilnoprawnym, a także pomocniczo w postępowaniach z zakresu innych gałęzi prawa – przede wszystkim przed sądami pracy i przed sądami administracyjnymi.
Najważniejszymi rodzajami postępowań przewidzianymi w ZPO są postępowanie rozpoznawcze, upominawcze i przed sądem polubownym. Niemiecki proces cywilny zna powództwo o świadczenie, o ukształtowanie oraz dwa rodzaje powództw o ustalenie.

## Przegląd treści ZPO
| Przegląd treści | Inhaltsübersicht |
| --- | --- |
| Księga 1 – Przepisy ogólne 1. Sąd 2. Strony 3. Postępowanie | Buch 1 – Allgemeine Vorschriften 1. Gerichte 2. Parteien 3. Verfahren |
| Księga 2 – Postępowanie przed sądem I instancji 1. Postępowanie przed sądem okręgowym 2. Postępowanie przed sądem rejonowym | Buch 2 – Verfahren im ersten Rechtszug 1. Verfahren vor den Landgerichten 2. Verfahren vor den Amtsgerichten |
| Księga 3 – Środki odwoławcze 1. Apelacja 2. Kasacja 3. Zażalenie | Buch 3 – Rechtsmittel 1. Berufung 2. Revision 3. Beschwerde |
| Księga 4 – Wznowienie postępowania | Buch 4 – Wiederaufnahme des Verfahrens |
| Księga 5 – Proces wekslowy i dokumentowy | Buch 5 – Urkunden- und Wechselprozess |
| Księga 6 – Postępowanie w sprawach rodzinnych 1. Przepisy ogólne w postępowaniu w sprawach małżeńskich 2. Przepisy ogólne w postępowaniu w innych sprawach rodzinnych 3. Postępowanie w sprawach o rozwód i jego skutki 4. Postępowanie o unieważnienie lub o ustalenie istnienia lub nieistnienia małżeństwa 5. Postępowanie w sprawach ze stosunku między rodzicami a dziećmi 6. Postępowanie o alimenty 7. Postępowanie w sprawach związku partnerskiego | Buch 6 – Verfahren in Familiensachen 1. Allgemeine Vorschriften für Verfahren in Ehesachen 2. Allgemeine Vorschriften für Verfahren in anderen Familiensachen 3. Verfahren in Scheidungs- und Folgesachen 4. Verfahren auf Aufhebung und auf Feststellung des Bestehens oder Nichtbestehens einer Ehe 5. Verfahren in Kindschaftssachen 6. Verfahren über den Unterhalt 7. Verfahren in Lebenspartnerschaftssachen                                 |
| Księga 7 – Postępowanie upominawcze | Buch 7 – Mahnverfahren |
| Księga 8 – Egzekucja 1. Przepisy ogólne 2. Egzekucja świadczeń pieniężnych 3. Egzekucja świadczeń o wydanie rzeczy lub o dokonanie lub zaniechanie czynności 4. Wyjawienie majątku i aresztowanie 5. Zajęcie i zarządzenie tymczasowe | Buch 8 – Zwangsvollstreckung 1. Allgemeine Vorschriften 2. Zwangsvollstreckung wegen Geldforderungen 3. Zwangsvollstreckung zur Erwirkung der Herausgabe von Sachen und zur Erwirkung von Handlungen oder Unterlassungen 4. Eidesstattliche Versicherung und Haft 5. Arrest und einstweilige Verfügung |
| Księga 9 – Postępowanie wywoławcze | Buch 9 – Aufgebotsverfahren |
| Księga 10 – Postępowanie przed sądem polubownym 1. Przepisy ogólne 2. Zapis na sąd polubowny 3. Ustanowienie sądu polubownego 4. Właściwość sądu polubownego 5. Prowadzenie postępowania przez sąd polubowny 6. Orzeczenie sądu polubownego i zakończenie postępowania 7. Skarga na orzeczenie sądu polubownego 8. Uznawanie i wykonywanie orzeczeń sądów polubownych 9. Postępowanie przed sądem 10. Pozaumowne sądy polubowne                             | Buch 10 – Schiedrichterliches Verfahren 1. Allgemeine Vorschriften 2. Schiedsvereinbarung 3. Bildung des Schiedsgerichts 4. Zuständigkeit des Schiedsgerichts 5. Durchführung des schiedsrichterlichen Verfahrens 6. Schiedsspruch und Beendigung des Verfahrens 7. Rechtsbehelf gegen den Schiedsspruch 8. Voraussetzungen der Anerkennung und Vollstreckung von Schiedssprüchen 9. Gerichtliches Verfahren 10. Außervertragliche Schiedsgerichte |
| Księga 11 – Współpraca sądowa w Unii Europejskiej 1. Doręczanie w trybie rozporządzenia nr 1348/2000 2. Przeprowadzanie dowodu w trybie rozporządzenia nr 1206/2001 3. Zwolnienie od kosztów sądowych w trybie dyrektywy 2003/8 4. Europejski tytuł egzekucyjny w trybie rozporządzenia nr 805/2004 | Buch 11 – Justizielle Zusammenarbeit in der Europäischen Union 1. Zustellung nach der Verordnung (EG) Nr. 1348/2000 2. Beweisaufnahme nach der Verordnung (EG) Nr. 1206/2001 3. Prozesskostenhilfe nach der Richtlinie 2003/8/EG 4. Europäische Vollstreckungstitel nach der Verordnung (EG) Nr. 805/2004 |